# 圖霍拉縣

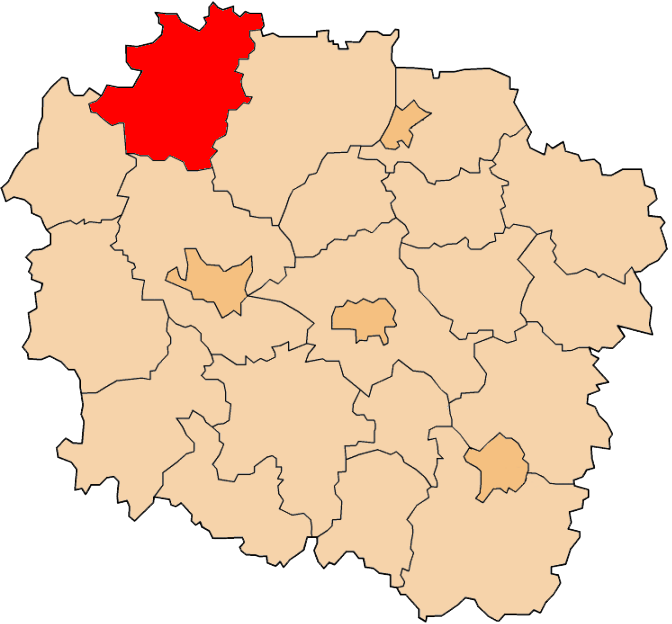

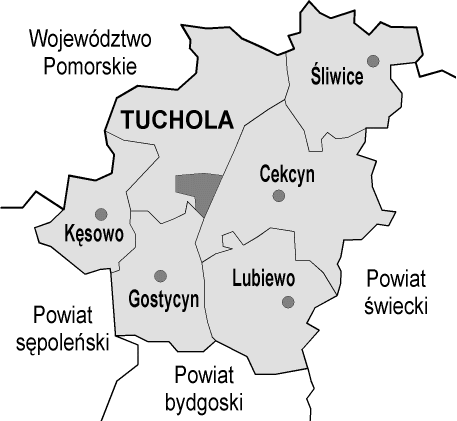

53°36′N 17°51′E / 53.600°N 17.850°E
圖霍拉縣（波蘭語：Powiat tucholski），是波蘭的縣份，位於該國中北部，由庫亞維-波美拉尼亞省負責管轄，首府設於圖霍拉，面積1,075平方公里，2006年人口47,230，人口密度每平方公里44人。